# (21723) Yinyinwu
(21723) Yinyinwu (1999 RT128) – planetoida z grupy pasa głównego asteroid okrążająca Słońce w ciągu 4,58 lat w średniej odległości 2,76 j.a. Odkryta 9 września 1999 roku.